# Anodoration
Anodoration é um gênero de aranhas da família Linyphiidae descrito em 1991.